# Living & Dying
Living & Dying es una película estadounidense de thriller de 2007, dirigida por Jon Keeyes y protagonizada por Edward Furlong y Michael Madsen. El film fue rodado en Dallas y Fort Worth, Texas, y fue lanzada en DVD en los Estados Unidos el 25 de diciembre de 2007. 

## Sinopsis
Tres ladrones de bancos intentan robar aproximadamente 500 mil dólares, pero la situación se torna complicada cuando varios patrulleros los interceptan durante el escape. Logran entrar a un café y toman de rehenes a sus propietarios y sus clientes, pero la situación cambia radicalmente cuando la toma de rehenes cambia el sentido, ya que dos de los clientes resultaron ser asesinos, narcotraficantes y ladrones buscados en potencia. Fuera, la policía trata de calmar la situación por teléfono. 

## Reparto
- Edward Furlong como Sam.
- Michael Madsen como Lind.
- Bai Ling como Nadia.